# Latil TL
Pour les articles homonymes, voir TL.
Le Latil TL est un tracteur à roues français utilisable dans le milieu agricole, forestier ou colonial, sorti en 1924. Son successeur, le Latil KTL (en) (puis KTL4), sort en 1932.

## Utilisation militaire
L'Armée française le commande en dix exemplaires en 1928. Commandés en séries plus importantes, les Latil TL servent à la traction du canon de 105 mm L modèle 1913. À partir de 1935, les TL sont remplacés par des KTL4 et sont utilisés par des unités de lutte-antiaérienne pendant la Seconde Guerre mondiale.

## Conception
Sa vitesse moyenne ne dépasse pas 20 km/h.